# أستراليا والحرب الأهلية الأمريكية

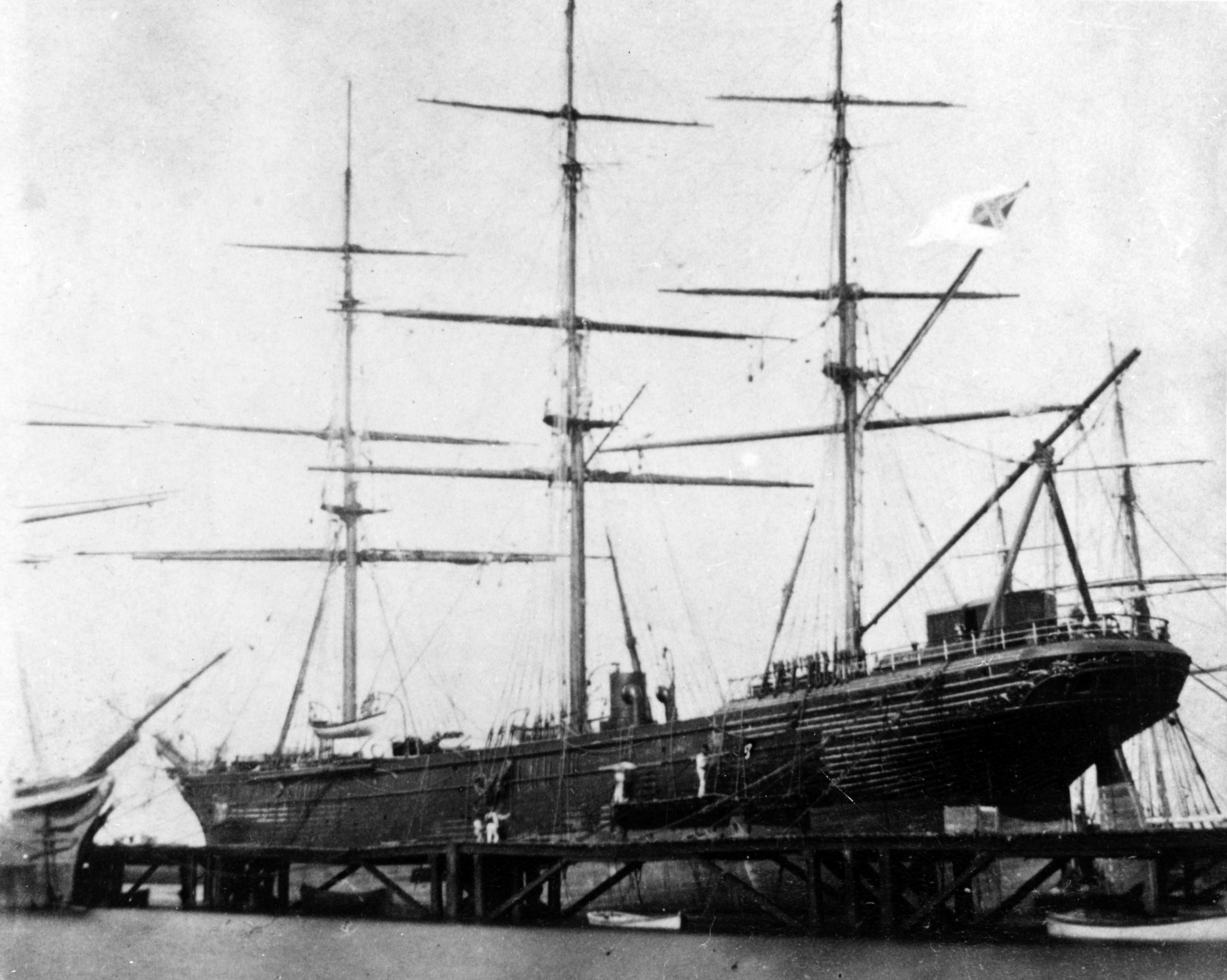
سفينة سي إس إس شيناندوه التابعة للولايات الكونفدرالية الأمريكية تخضع للإصلاح في أستراليا

على الرغم من وقوعها على الجانب الآخر من العالم بعيدًا عن الصراع، تأثرت المستعمرات الأسترالية بالحرب الأهلية الأمريكية من ناحيتي الاقتصاد والهجرة. أصبح محصول القطن الأسترالي أكثر أهمية بالنسبة لإنجلترا التي خسرت مواردها الأمريكية، كما لعبت أستراليا دور قاعدة دعم للسفن الكونفدرالية الهاربة من الحصار. إضافة إلى ذلك، وجد المهاجرون الهاربون من أوروبا بحثًا عن حياة أفضل في أستراليا خيارًا مفضلًا على أمريكا الشمالية الممزقة بالحروب.
تعرض الشارع الأسترالي لصدمة كبيرة إثر بيانات صادمة قدمها ضابط روسي منشق ادعى تخطيط روسيا سرًا لهجوم مباشر في حال اعتراف بريطانيا بالكونفدرالية. كانت البحرية البريطانية قد زارت أستراليا قبل فترة قصيرة تحضيرًا لإطلاق هجمات في المستقبل القريب. أدى الخوف من مواجهة عسكرية محتملة إلى حشد ضخم للدفاعات الساحلية وشراء سفينة حربية مدرعة.
انخرطت أستراليا بشكل مباشر عندما زارتها بحرية الولايات الكونفدرالية بهدف إصلاح إحدى سفنها الحربية. أدى ذلك إلى احتجاجات من ممثل الاتحاد في ملبورن، في حين أقام أهالي بلدة وليامز فعالية ترفيهية لجنود الكونفدرالية شاركهم فيها بعض الأستراليين. تختلف الروايات حول تفضيل الأستراليين للاتحاد أو الكونفدرالية، إذ خرجت مظاهرات حزينة في سيدني بعد أن وصل خبر اغتيال أبراهام لينكولن.

## الاقتصاد
بشكل إجمالي، شارك 140 جنديًا من أستراليا ونيوزيلاند في الحرب الأهلية الأمريكية، وُلد 100 شخص منهم في هذه البلاد. كان بعض هؤلاء الأشخاص في الأصل أمريكيين هاجروا إلى أستراليا خلال حمى الذهب الأسترالية في خمسينيات القرن التاسع عشر. شمل الضباط المشاركون في الحرب ضابطًا قدم لولاية تاسمانيا أولى خدمات التلغراف الخاصة بها، وضابطًا آخر نقب عن الذهب في بالارات.
حصلت السفن الكونفدرالية الهاربة على المؤن من هناك في بعض الأحيان، على الرغم من الخوف التاريخي من هجوم بحري أمريكي متوقع، وهو خوف نابع من أعمال القراصنة الأمريكيين خلال حرب عام 1812.
أدت الحرب أيضًا إلى مجاعة القطن في لانكشر. نتيجة لذلك، شهدت كوينزلاند نهضة في صناعة القطن، في الوقت الذي تشكل فيه مجتمع المهاجرين من بريطانيا، على الرغم من قلة أهميته في ذلك الوقت. ظهر ذلك كنتيجة بسبب تأثر العديد من سكان شمال إنجلترا بعجز جنوب الولايات المتحدة على تصدير القطن خلال الحرب. مع انتهاء الحرب، كانت كمية القطن المصدر من جنوب أستراليا إلى إنجلترا قليلة. لكن بعض الأستراليين كانوا مهتمين بشراء جزر فيجي وحقول القطن التابعة لها بعد انتهاء الحرب.
شملت الآثار الأخرى للحرب التنافس بين كندا وأستراليا ونيوزيلاند على الهجرة الأيرلندية. اعتبرت هذه البلاد الواقعة في جانبين مختلفين من الكرة الأرضية الهجرة الأيرلندية رافدًا اقتصاديًا مهمًا. كان أحد الأسباب المهمة لهذه الزيادة هو عدول العديد من الأيرلنديين عن الهجرة إلى الدول المتحاربة في أمريكا الشمالية.

## البحرية الإمبراطورية الروسية
خلال الحرب الأهلية الأمريكية، كان الاتحاد على تحالف مع روسيا ضد بريطانيا التي اعتبراها عدوًا مشتركًا. كانت بحرية المياه الزرقاء الروسية متمركزة في سان فرانسيسكو ثم في نيويورك بدءًا من عام 1963، مع أوامر سرية بمهاجمة الأهداف البحرية البريطانية في حال اندلاع الحرب بين الولايات المتحدة وبريطانيا. كان ذلك الاحتمال واردًا لو أن بريطانيا قدمت اعترافًا دبلوماسيًا بالكونفدرالية.